# Arrossamento
L'arrossamento, in astrofisica, indica un fenomeno associato all'estinzione operata dalle polveri del mezzo interstellare che provoca una modificazione delle caratteristiche originarie dello spettro della radiazione elettromagnetica emessa da una sorgente astronomica. Questo arrossamento si verifica a causa dello scattering della luce operato dalle polveri e dagli altri materiali che costituiscono il mezzo interstellare; per tale ragione non va confuso con lo spostamento verso il rosso, che consiste in uno slittamento della frequenza della radiazione senza una sua distorsione, come invece accade nel caso dell'arrossamento. Questo fenomeno potenzialmente rimuove dallo spettro i fotoni a minore lunghezza d'onda (e quindi a maggiore frequenza, lasciando intatte le lunghezze d'onda maggiori, che corrispondono, nel visibile, alla regione del rosso); per questo si ha una sorta di spostamento verso il rosso della radiazione, anche se tale termine, come specificato, è improprio.

## Caratteristiche del fenomeno
I grani della materia interstellare provocano diffusione e assorbimento selettivi sulla luce che li attraversa. Questo vuol dire che alcune lunghezze d'onda saranno maggiormente soggette ad interagire con la materia rispetto ad altre. Il risultato è un indebolimento della radiazione, differenziato a seconda della regione dello spettro che si considera.
La radiazione ultravioletta ad esempio subisce un effetto maggiore rispetto a quella infrarossa, ed è per questo motivo che osservando nel visibile la luce ci appare più "rossa", da qui il nome di arrossamento. 
In questo frangente l'estinzione della luce è collegata alle dimensioni dei grani che compongono la polvere interstellare. Quando esse sono confrontabili con la lunghezza d'onda della radiazione, si hanno dei picchi nell'estinzione.

## Misura dell'arrossamento
In un sistema fotometrico l'arrossamento interstellare può esser descritto dall'eccesso di colore; ad esempio, nel sistema fotometrico UBV, l'eccesso di colore {\displaystyle E_{B-V}} è correlato con l'indice di colore (B-V) dalla formula
{\displaystyle E_{B-V}=(B-V)_{\textrm {osservata}}-(B-V)_{\textrm {intrinseca}}}
Infatti se la radiazione di una stella è arrossata avrà un indice di colore più positivo rispetto ad un'altra stella di pari tipo spettrale e classe di luminosità: la stella presenta cioè un eccesso di colore.
Conoscere l'entità degli arrossamenti è importante sia per sapere la quantità di polveri interstellari presente in una certa regione, sia per poter di conseguenza correlare con precisione il diagramma colore-magnitudine a quello di Hertzsprung-Russell.